# Batthyány (famiglia)

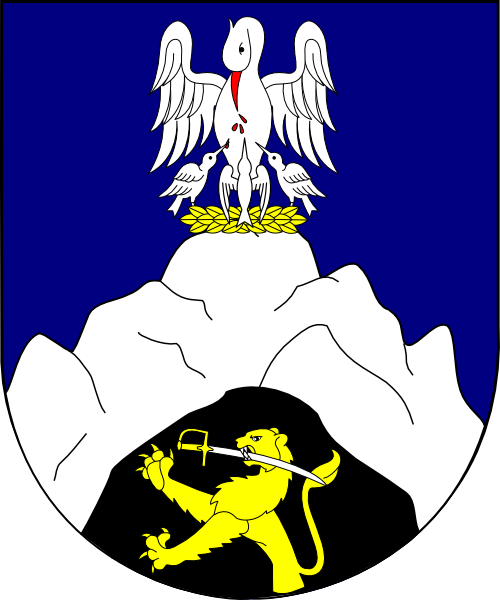
Lo stemma della famiglia Batthyány

La famiglia Batthyány è stata un'antica famiglia ungherese. I membri di questa famiglia portano rispettivamente il titolo di conte/contessa Batthyány von Német-Ujvar, mentre il titolo di principe von Batthyány-Strattmann è riservato solo al capo della famiglia. 

## Storia
Chiamata inizialmente "Eörsi", dal nome della località di Kövágó-Eörs in provincia di Zala, il capostipite della famiglia fu probabilmente il gastaldo Miska (1207-1227).
La famiglia prese quindi il nome di "Batthyány" nel 1398, grazie alla conquista del castello di Batthyán (oggi Szabadbattyán).
Dal matrimonio di Ádám (1662-1703) con la contessa Eleonora Strattmann, discende il ramo dei Batthyány-Strattmann. Il secondogenito di Ádám, Károly Batthyány, ottenne da Francesco I d'Austria nel 1769 il titolo di principe del Sacro Romano Impero; spentosi il ramo di Károly, il titolo di conte passò al fratello Lajos Batthyány e ai suoi discendenti.
Lo stemma della famiglia, confermato nel 1500 dal re Ladislao II di Boemia, rappresenta una triplice collina verde in campo azzurro, con una roccia dorata e sopra un pellicano bianco con le ali spiegate che dona il sangue a due suoi nati; sulla collina di destra c'è un leone d'oro che tiene in bocca una spada curva con l'elsa dorata.
Fra gli altri membri della famiglia, si segnala l'arcivescovo e cardinale József Batthyány (1727-1799), vescovo di Transilvania (1759-1760), arcivescovo di Kolocsa (1760-1776) e quindi di Strigonio (1776-1799), e Lajos Batthyány (1807-1849), primo primo ministro ungherese nel 1848, poi fucilato dagli austriaci, e Kázmér Batthyány (1807-1854), che fu ministro degli Esteri nel governo di Luigi Kossuth (che seguì poi nell'esilio).